# Area archeologica Baselle
L'area archeologica Baselle è un'area archeologica situata nell'omonima località, sita nel comune di Asola, in provincia di Mantova. 
La zona si aggiunge ad altre aree del circondario, tutte della media età del bronzo: Bellanda di Gazoldo degli Ippoliti, Villa Cappella di Ceresara, area archeologica Rassica di Castel Goffredo, Acquanegra, Carpenedolo, Remedello Sotto, Remedello Sopra e Gottolengo. Questo denota la frequentazione umana della Lombardia orientale e della bassa Lombardia.

## Storia
L'insediamento, della media età del bronzo, a nord ovest del territorio di Castelnuovo Asolano, al confine con Castel Goffredo, venne scavato a fine Ottocento da don Luigi Ruzzenenti, appassionato archeologo. 
Si tratta del rinvenimento di un abitato terramaricolo, tra dei più antichi della zona. 
Durante gli scavi, iniziati nel 1880, furono rinvenuti una notevole quantità di pezzi di marmo, porfido, schegge di silice, cuspidi di freccia e cocci di vasi di terra. Inoltre un'ascia in pietra e una in bronzo. Nel 1890, dopo ulteriori scavi, vennero alla luce 32 palafitte.
Molto materiale venne inviato nel 1889 al Museo di Brescia.